# Alfred Plé
Alfred Plé, né le 9 janvier 1888 à Paris 11e et mort le 4 mars 1980 à Limeil-Brévannes, est un rameur français.

## Biographie
Alfred Plé participe à l'épreuve de deux de couple aux Jeux olympiques d'été de 1920 à Anvers, en compagnie de Gaston Giran. Les deux Français terminent troisièmes et remportent donc la médaille de bronze.
Il exerce le métier de représentant en parfumerie, et possède un garage de bateaux à Joinville-le-Pont.